# フリーステーション1.2.0
「フリーステーション1.2.0」は、静岡放送（SBSラジオ）で1981年10月から1984年4月まで放送されていた若者向けラジオ番組である。通称「フリステ」。
1986年10月から「みらくるナイト・フリーステーション1.2.0」として再開され、1987年10月10日まで放送されていた。
番組内容やスタッフがほぼ同じであるため、この項で併記する。

## 概略
- 番組タイトルの由来は、前番組から番組枠が120分に広がったことによる。
- 番組の放送時間は、上記の通り開始当初は120分枠であったが、野球のナイター編成や22時台のミニ番組などとの兼ね合いから、一旦時間枠が60分に短縮されるも再び時間枠が拡大され、末期は1時間20分となる。
- 当時TBSラジオで放送されていた「フリーステーション｣とは無関係である。
- 1984年4月6日（國本良博担当）をもって一旦終了[2]。
- しかしこの番組にかかわったアナウンサーやスタッフ、そして番組聴取者からも同種番組の再開機運が高まり[3]、2年後の1986年4月、土曜夜に別番組として「とびっきりナイト　サタデー電リク村・び〜ん」（DJをSBSアナウンサー伊藤圭介と野田靖博の両名が基本隔週交替で担当）がスタート。
- その後、番組内容及びタイトルを変更。約2年半のブランクを置いて同年10月から「みらくるナイト・フリーステーション1.2.0」と改題し2時間番組として復活（DJは終了時まで伊藤が担当）。1987年10月10日、静岡放送本社Bスタヂオに常連リスナーなど30人を招いての生放送でレギュラー放送は終了した。なお、最終回当日の日中に、浜北市（現・浜松市浜名区）岩水寺の大型スーパーで、約200人のリスナーが集まった中公開収録が行われ[4]、当番組のスピンオフ企画番組「フリステinスーパークエスト」として1987年10月17日の18時30分から放送された。
- 本番組終了後、アナウンサーが出演するSBS自社制作番組枠は、帯番組時代のパーソナリティの一人だった國本の『クンちゃんのなんでもナイト』（土曜22:00 - 22:30、1988年4月からは22:00 - 23:00、1988年10月からは21:30 - 23:00[5]）、当時入社1年目だった鈴木如巳と木曽美雪の『ニョミとミユキのペパーミントタイム』（土曜20:00 - 21:00）に受け継がれた。
- 土曜夜の若者向け（自社制作）番組は「みらくるナイト - 」の後番組となる「クンちゃんのなんでもナイト」終了後、一旦途絶えた後に復活した。2020年現在の同枠は、元SBSアナウンサーの鬼頭里枝が出演する『テキトーナイト!!』（土曜20:00 - 22:00）が放送されている。

## 放送期間・放送時間

### 放送期間
- 1981年10月 - 1984年4月6日（月 - 金・帯番組）1985年4月-1986年3月（月-金の帯番組）
- 1986年10月 - 1987年10月10日（土曜）

### 放送時間
月 - 金 帯番組時代
- （初期）20:00 - 22:00
- （中期）21:00 - 22:00
- （後期）21:00 - 22:20

土曜日時代
- 21:00 - 23:00

ナイターシーズンはナイター中継終了後に番組が始まる（「クッション番組」「フィラー番組」としての側面も持つ）ため、放送時間に変動があった。10分足らずで終了した日もあれば、番組がまるごと休止となった日もあった。

## 主なコーナー
- 必殺遊び人（木曜／土曜、伊藤担当）
音の遊びをリスナーと一緒にやっていたコーナー。
- みらくる探偵団（土曜、伊藤担当）
- 青春駆け込み寺
- ギャロディー大作戦
- Jump Up 青春（土曜）（本番組終了後は引き続き単独番組として放送）
- フリーステーション・メッセージ（土曜）
文化祭などの学校行事の告知から、好きな人へのメッセージまで、番組を通じて伝えたいことを募集していた。
- ザ・ベスト3
ジャンルを問わず募集していたリクエストコーナー。
- ハッピートーク（水曜、山形担当）
- オクラ百人一首（金曜、國本担当）
コーナー名は「小倉百人一首」のパロディ。毎週テーマを決め、それに沿って百人一首を創作して投稿するほか、番組DJやスタッフなどをネタに創作した百人一首を紹介するコーナー。
- 海賊放送局（平日帯時代の木曜日→金曜日）→らじおぱいれーつ みらくる放送局（土曜夜時代）
コンセプトは「はがき1枚で誰でも自分の放送局が開けます」。はがきを出せば番組からコールサイン入りの免許証と空のカセットテープが送られ、リスナーはそのテープを使ってCMやドラマ、DJ、実況中継など自分の作品を作って番組に送るというもので、その中から面白い作品を紹介していた他、テープを送ったリスナー宅へ電話を繋いで話もしていた[6]。
伊藤は「魔の手から掛川市を守る正義のヒーロー“掛川マスク”」という作品がおすすめだったという[4]。
このコーナーは、当初平日帯時代の木曜日（伊藤担当期間）に放送されていたが、伊藤が一旦降板した後、金曜日（担当：國本）へ移動した。
- 映画コーナー（金曜、國本担当）→シネマ1番館（土曜、伊藤担当）
静岡県内の映画館のロードショー情報や、最新映画作品を紹介していたほか、土曜（伊藤担当）では県内で行われたロケの現場リポートも行っていた。

## 主なパーソナリティ

### レギュラー
フリーステーション1.2.0（1981年10月 - 1982年4月）
- 月曜 - 國本良博（当時SBSアナウンサー）
- 火曜 - アンクル井出（井出孝）
- 水曜 - 荻島正己（当時SBSアナウンサー）[7]
- 木曜 - 伊藤圭介（当時SBSアナウンサー）
- 金曜 - 松野こうき（シンガーソングライター）

フリーステーション1.2.0（1982年4月 - 10月）
- 曜日不明 - 後藤悟（ヤマハポピュラーソングコンテスト出身のミュージシャン）

フリーステーション1.2.0（1982年10月 - 1984年4月）
- 月曜 - 今井節子→松野こうき→野田靖博（SBSアナウンサー）
- 火曜 - 井出孝・秦朋子→渡邊千晃（当時SBSアナウンサー）
- 水曜 - 松野こうき→山形美房（当時SBSアナウンサー）
- 木曜 - 伊藤圭介→野田靖博、國本良博など（伊藤の途中降板により、当時のSBSアナウンサーが持ち回りで担当した。）
- 金曜 - 國本良博（当時SBSアナウンサー）

とびっきりナイト サタデー電リク村・び〜ん（1986年4月 - 1986年9月）
- 伊藤圭介（当時SBSアナウンサー。隔週で担当）
- 野田靖博（SBSアナウンサー。隔週で担当）

みらくるナイト・フリーステーション1.2.0（1986年10月 - 1987年10月）
- 伊藤圭介（当時SBSアナウンサー）
- 野田靖博（SBSアナウンサー。不定期に伊藤と共に出演）

### 臨時・代理
- 大石岳志（SBSアナウンサー）
伊藤降板後の木曜代理、土曜の臨時担当。
- 目黒祐子（当時SBSアナウンサー）
伊藤降板後の木曜代理。
- 鳥居睦子（当時SBSアナウンサー）
伊藤降板後の木曜代理。

## テーマ曲
作曲：藤山節雄、演奏：キャプテン・フィンガー『タッチ・アンド・ゴー』（収録アルバム：オリジナル・サウンドトラック「テイク オフ」(YX−7223−AX) B面8曲目）。